# 한일섭
한일섭(韓一燮, 1929~1973)은 대한민국의 국악인. 판소리 명고수이며 아쟁, 호적 산조의 명인. 성원목(成元睦)의 지도로 판소리에 입문하였으나 변성기에 목이 상해 악사로 전향하여 활동하다가 사망하였다.

## 생애
전라남도 화순(和順)에서 태어났다. 한일섭의 가계는 본래부터 국악인 가계로 조부가 대금과 가야금의 명인이었던 한덕만(韓德萬, 1867~1934)이다. 부친 한경태는 한덕만의 장남이며, 한일섭은 한경태의 막내 아들이 된다. 조부 한덕만 외에 한일섭의 일가로 국악계에 종사한 이가 많은데, 일제시대의 판소리 명창 한성태(韓成泰, 1890-1931)가 그 숙부이며 한영호라는 예명의 창극배우로 활동했던 한갑순(韓甲順, ?~1946), 중요무형문화재 제16호 거문고 산조 예능보유자 한갑득(韓甲得, 1919-1987), 중요무형문화재 제5호 판소리 예능보유자 한승호(韓承鎬, 1923~2010)가 모두 그의 사촌 형제들이다. 이 외에도 호남 명무 한진옥(韓振玉, 1911-1991), 광주무형문화재 제1호 판소리 예능보유자 한애순(韓愛順, 1924~) 또한 먼 친척이 된다.
어려서부터 매부 성원목(成元睦, 1912~?)으로부터 판소리를 배웠는데, 목이 좋아서 소년 명창으로 이름이 높았다고 한다. 그러나 15~6세를 전후하여 변성기로 인해 목이 상하자 그 뒤로는 기악으로 전향하였는데 그 이후의 정확한 사승관계는 알 수 없으나 대금, 피리, 태평소, 가야금, 거문고 등 능하지 않은 악기가 없어 악기의 귀재로 통했으며, 또한 남도소리의 속을 잘 알아 남도 민속악의 귀신이라는 소리도 들은 바 있다.
1947년, 창극단 반주악사로 악사 생활을 시작한 이래 1958년 한때에는 여성국극단의 악사장을 지내기도 하는 등 주로 창극단 계통 단체의 전속 악사를 도맡아 하였다. 1960년대에는 서울에서 국악협주단을 조직하고 68년, 국악예술학교 교사로 재직하면서 많은 제자들을 길렀는데, 그의 문하에서 박종선, 이생강, 김청만, 원장현 등이 배출되었다.
1946년을 전후해 정악기인 아쟁의 민속악기화가 진행되었는데, 이 과정에서 정철호(鄭哲鎬), 장월중선(張月中仙) 등과 함께 《아쟁산조》를 발표하였고, 《호적산조》를 발표하였다.
부인은 판소리 명창 남해성이고 피리 연주자인 한세현이 그 아들이다.

## 예술세계
호남 계통 악사들의 대부분이 그러하듯 그의 집안도 본래는 판소리와 관련된 집안이었던 것으로 보인다. 조부 한덕만이 가야금 산조 뿐 아니라 병창에도 일가를 이루었다는 사실이나 작은아버지 한성태가 판소리 명창으로 활동했던 일, 사촌 형제인 한갑순과 한승호는 물론 먼 친척인 한애순까지 그 일가가 판소리 창자를 중심으로 넓게 분포하고 있음은 그러한 반증일 것이다. 그렇기 때문에 그의 예술적 본령 역시 판소리에서 찾아야 할 것이지만, 아쉽게도 그의 판소리에 대해서는 어떠한 기록도 찾을 수 없다. 그가 어린 나이인 16세에 목이 상해 판소리 창작로서의 생활을 시작조차 하지 못했기 때문인데, 다만 김채만(金采萬, 1865~1911)을 필두로 공창식(孔昌植, 1887~1936), 공대일(孔大一, ) 등 광주판 서편제의 명창들이 화순에서 많이 활동하였으며, 첫 스승인 성원목(成元睦) 역시 김채만의 제자로서 서편제 판소리 명창이었던 것을 생각하면, 그의 판소리 역시 서편제에 뿌리를 두었던 것으로 생각된다.
1947년 악사 활동을 시작한 이래 1958년 여성국극단의 악사장을 지내던 시기에는 창작 창극과 국극을 많이 제작, 작곡하였는데, 이때 국극에서 사용되었던 곡들이 이른바 '신민요'라는 이름으로 세상에 돌기 시작하였는데, 금강산타령, 동백타령, 신풍년가, 등이 그것이다. 이들 남도 신민요는 지금도 남도 민요 명창들에 의해 민요 소품으로 널리 성창되고 있다.
아쟁은 본래 정악기였으나 1940년대 이후 민속악기로의 개량이 이루어졌다. 이 시기를 거치면서 정철호류, 장월중선류, 한일섭류 아쟁산조가 창시되었고, 그 자신이 장덕화의 반주로 녹음한 바 있다. 한일섭은 판소리의 허튼가락을 차용하여 아쟁산조의 가락을 더욱 풍성하게 하였으며, 선율이 유장하고 격정적이기 보다는 절절한 맛이 있어서 정철호류와는 차이를 보인다.
호적, 즉 태평소는 본래 시나위나 행진 취주악 등에 많이 사용되었고, 그로 인하여 대표적인 레퍼토리가 시나위, 능게가락 등 두개에 불과하였는데, 이를 산조 형식에 얹어 처음으로 작곡한 이가 바로 한일섭이다. 이 이후로 무악에서의 태평소 연주를 기반으로 한 김석출의 호적 산조가 출현하기도 하는등, 그의 호적산조 발표는 태평소 연주 레퍼토리를 확장시킨 대표적인 일이었다.
한일섭은 판소리 명고수로도 많이 활동했는데, 박동진, 김연수 등 당대의 명창들과도 자주 호흡을 맞춘 바 있다. 그의 북가락은 정확한데가 있고 가락이 화려하진 않아서 고제 고법의 풍모가 있었으나, 다소 기계적으로 친다는 평가도 있었다. 각종 활동을 통해 이미 판소리 명고수로서의 활약을 하고 있었으나, 1968년, 박동진의 흥보가 5시간 완창 당시 국악원장이었던 성경린과 함께 박동진을 지지하여 공연의 고수로 참여하여 5시간 동안 북을 친 바 있고, 창극 녹음에 있어서도 자주 참여하였다. 박동진과 함께 지구레코드에서 녹음한 단가, 토막소리 녹음이 가장 유명하다.
1960년 이래 한일섭은 후학 양성에 힘썼는데, 이 시기에 그에게서 배운 사람으로는 아쟁의 박대성, 박종선, 윤윤석, 관악기의 이생강, 아쟁과 고법의 김청만 등이 있다. 특히 박대성과 박종선, 윤윤석은 한일섭의 아쟁산조를 기반으로 자기류의 독특한 산조를 만들어 냈으며, 특히 윤윤석의 경우에는 무용음악에서의 아쟁 반주로 또한 유명하였고, 박종선의 경우에는 가장 대중적으로 인지도가 높은 아쟁산조를 창시하였다. 이생강은 한일섭 외에 한주환에게서 배운 가락을 다시 정리하여 이생강류 대금산조를 창시하였으며, 김청만은 한일섭에게서 아쟁과 북의 기초를 배우고 김동준에게서 북을 다시 배워 전업 고수로 활동하고 있다.